# نورث نارابین (نیو ساوت ولز)
نورث نارابین (به انگلیسی: North Narrabeen) یک حومه شهر در استرالیا است که در نیو ساوت ولز واقع شده‌است.